# Livvi
| Wikipedia | Wikipedia har en upplaga på Livvi. |

Livvi (även känd som olonetsiska eller onega-karelska) är ett finsk-ugriskt språk som talas av karelare i den ryska Karelen och i östra Finland.
Ethnologue uppgav att 14 000 talar livvi i Ryssland år 2000 och cirka 5000 talar språket i Finland

## Jämförelse av finska och livvi
Johannes 3:16 på livvi och finska:

### Livvi
Jumal suvaičči muailmua muga äijäl, ga andoi aino Poijan, ku ni üksi häneh uskojis ei kaduos, a suas ilmanigäzen eloksen.

### Finska
Jumala on rakastanut maailmaa niin paljon, että antoi ainoan Poikansa, jottei yksikään, joka häneen uskoo, joutuisi kadotukseen, vaan saisi iankaikkisen elämän.